# Аронская волость
А́ронская во́лость (латыш. Aronas pagasts) — одна из двадцати двух территориальных единиц Мадонского края Латвии. Административным центром волости является село Куса, также в состав волости входят сёла Зелгауска, Лаутере, Лоде и Лидере.

## География
Территория волости занимает 14 974 га и находится на Вестиенском всхолмлении Видземской возвышенности. Высшая точка — гора Несаулес (284,2 м).
Озера: Сасерис и другие.